# Kampanja proti štirim škodljivcem
Kampanja Štirje škodljivci (kitajsko: 除四害; pinjin: Chú Sì Hài) je bila ena od prvih kampanj, izvedenih v velikem skoku naprej na Kitajskem od leta 1958 do 1962. Štirje škodljivci, ki so si jih v kampanji prizadevali odstraniti, so bili podgane, muhe, komarji in vrabci. Iztrebljanje vrabcev je znano tudi kot kampanja iztrebljanja vrabcev (kitajsko: 打麻雀运动; pinjin: dǎ máquè yùndòng) ali kampanja odstranjevanja vrabcev (kitajsko: 消灭麻雀运动; pinjin: xiāomiè máquè yùndbalò severng), ki je povzročila enega od glavnih vzrokov za katastrofalno kitajsko lakoto. Leta 1960 je bila kampanja proti vrabcem končana in preusmerjena na stenice.   

## Glej tudi
- Kampanja za zatiranje protirevolucionarjev